# Авдотьино (городской округ Домодедово)
Авдотьино — деревня в Московской области, расположенная в границах городского округа Домодедово.

## Население
| 2002 | 2010 |
| ---- | ---- |
| 54   | ↗152 |

## Описание
Почтового отделения в деревне нет, ближайшее почтовое отделение находится в селе Константиново. Есть продуктовый и хозяйственный магазины.

## История
Наиболее ранние упоминания деревни Авдотьино имеются в переписной книге дворцовой Домодедовской волости за 1646 год.

## Улицы
В деревне существуют (или существовали ранее) следующие улицы:
- Северная улица
- Западная улица
- Горная улица
- Широкая улица